# Jaroslav Jindra
Jaroslav Jindra (25. prosince 1874 Praha – 9. května 1958 Praha) byl státní úředník, redaktor a významný sběratel umění.

## Život
Ing. Jaroslav Jindra působil jako vládní rada Ministerstva školství a osvěty. Ve 20.–30. letech byl řídícím redaktorem časopisů Domácí dílna a Strojník a elektrotechnik, který vycházel nákladem Jednoty matematiků a fysiků Praha, a redigoval Ročenku průmyslového a živnostenského dorostu.

### Sběratel umění
Sbírku obrazů začal budovat již po roce 1900 a zpočátku se zaměřil na soudobou symbolistní a impresionistickou generaci z přelomu 19. a 20. století. Jejím těžištěm byly kreslířské a sochařské studie figurálně a tradičněji orientovaných dobových autorů moderny, ale i díla uměleckých solitérů. K nejcennějším součástem sbírky patří soubor obrazů Antonína Slavíčka včetně jeho poslední nedokončené malby Žamberecká silnice. Zajímal se také o české tvůrce 19. století a příležitostně kupoval evropské autory impresionistické a postimpresionistické generace. Ex libris pro Jaroslava Jindru zhotovil roku 1911 Josef Váchal.
Roku 1937 Jaroslav Jindra sestavil katalog své sbírky, ke kterému v úvodu napsal Antonín Matějček: „Jindra svým ‚vroucím citovým vztahem k umění, znalecky prohloubeným vkusem i morálkou svého sbírání‘ patří k ‚nejušlechtilejšímu typu milovníka a sběratele‘.” Podle něj sestavil „osobitý soubor malířství a plastiky uplynulých 40 let" a „znalecky nejlépe vybraný“ soubor české moderní grafiky. Jindra se již roku 1937 rozhodl věnovat několik významných děl své sbírky Moderní galerii a obdržel za to děkovný dopis této instituce, ale poté, co 21. září 1938 dala československá vláda souhlas s odstoupením území Sudet Německu, Jindra své rozhodnutí písemně odvolal.
Roku 1958, kdy Jaroslav Jindra zemřel, čítala sbírka více než sedm stovek maleb, soch a prací na papíře, především české, ale i zahraniční provenience 19. a počátku 20. století, mj. např. odlitek známé bronzové plastiky sochaře Émile-Antoine Bourdella Hlava raněného. Na těchto 700 položek byl dědicům vyměřen „notářský poplatek“ ve výši téměř dvou set tisíc korun (odpovídající tehdejšímu průměrnému platu za 13 let), který neměli čím zaplatit. Jako protihodnotu splacení vzniklého dluhu si úřady vynutily uzavření „darovací dohody“ o převodu části sbírky ve prospěch státu. Ocenění prováděli tehdejší zaměstnanci Národní galerie Rudolf Rouček, Jiří Mašín a Jiří Šetlík. V období, kdy neexistoval volný trh s uměním nebo možnost prodat díla do zahraničí, si Národní galerie zároveň sama určila nejcennější položky sbírky, kterými bude „dluh" splacen.
Původní seznam ze září 1960 obsahoval jako protihodnotu 200 000 Kč celkem 24 děl, ale po přecenění v prosinci 1960 čítal už jednatřicet děl. Zástupce Národní galerie při jednání na státním notářství „měl za to“, že kromě „vybraných uměleckých děl“ by patřily do sbírek „i další předměty“. Ministerstvo financí následně doporučilo, aby uvedená „darovací“ smlouva jako protihodnota dluhu vůči státu byla akceptována pouze v podobě rozšířené o dalších sedmadvacet děl dle přiloženého seznamu, oceněných na 150 000 Kč. Galerie si zároveň vymínila předkupní právo na trojici olejů od Mikoláše Alše, Antonína Slavíčka a Antonína Hudečka a Alšovu kresbu, které si dědicové mohli dle svého výběru ponechat. Dědici takto nadiktovanou „darovací“ smlouvu na 58 děl podepsali 26. května 1961. Část sbírky byla rodině po roce 1989 vrácena v restituci.

### Sbírka Jaroslava Jindry – konfiskovaná díla (výběr)
- Antoine Bourdelle – Hlava raněného
- desítka kreseb Mikoláše Alše včetně malířské studie k námětu Jiří z Poděbrad
- krajiny Antonína Chittussiho, Jindřicha Pruchy a Otakara Lebedy
- studie Jana Preislera ke známé kompozici Jaro
- tři olejomalby Antonína Slavíčka, mezi nimi nejcennější Žamberecká silnice a Cesta v polích (Hostišov)
- Karel Purkyně – Podobizna dámy
- Otto Gutfreund – Vzhlížející
- Bedřich Stefan – Sedící černoch
- Alfréd Justitz – Zátiší
- František Tichý – Podzemní dráha v Paříži
- Václav Špála – dva obrazy Zátiší

#### dodatečně přiřazeno
- oleje Antonína Hudečka, Antonína Chittussiho, Jana Preislera
- František Kupka – Podobizna dámy
- několik předních sochařských děl[8]